# Niedergesteln
Niedergesteln (walsertyska: Geschtillu, äldre franskt namn: Châtillon-le-Bas) är en ort och kommun i distriktet Westlich Raron i kantonen Valais, Schweiz. Kommunen har 750 invånare (2023).